# Álvaro López Mora

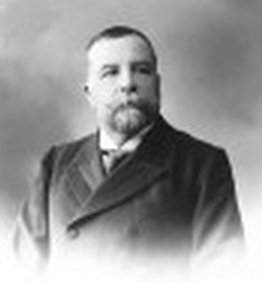
Álvaro López Mora.

Álvaro López Mora, nacido en Santiago de Compostela el 18 de marzo de 1853 y difunto en Madrid el 26 de abril de 1917, fue un abogado y político español.

## Trayectoria
Hijo de Joaquín López de Amarante, se licenció en Derecho y emigró a Cuba. Regresó a España en 1886. Amigo personal de Eugenio Montero Ríos, militó en el partido Liberal. Fue diputado por Padrón en 1886 y 1891, en 1898 y 1901 fue elegido diputado por Comarca de La Limia y en 1905 fue diputado por Huelva. Fue senador por la provincia de la Coruña (1893-1894), por la provincia de Cáceres (1903-1904) y senador vitalicio (1911-1914). Fue director general de lo Contencioso (1898), de Administración local (1905) y de Comunicaciones (1907) y también Subsecretario de Gracia y Justicia (1909). Estaba casado con Manuela Gasset Chinchilla. Colaboró en El Imparcial, que dirigía su cuñado Rafael Gasset Chinchilla.

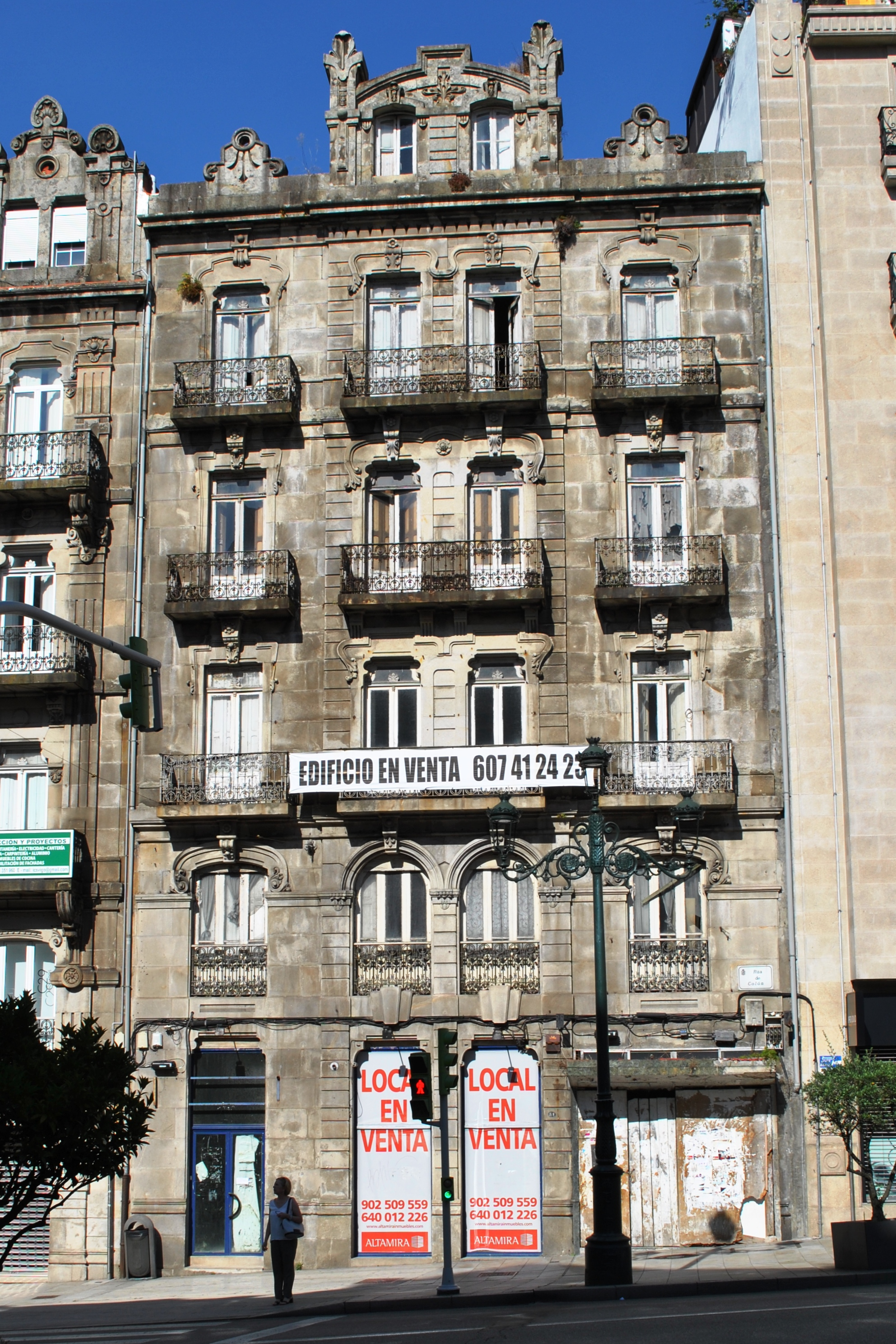
Casas para Álvaro López Mora, en Vigo.